# Roxane
Pour l’article ayant un titre homophone, voir Roxanne.
Pour les articles homonymes, voir Roxane (homonymie).
Roxane ou Roshane (en grec ancien Ῥωξάνη / Rhôxánê, du vieux perse Raṷxšnā : « la lumineuse »), née vers 345 av. J.-C. en Bactriane et morte à Amphipolis en 310, est la première épouse d'Alexandre le Grand et la mère de son fils posthume Alexandre IV. Elle périt assassinée sur ordre de Cassandre avec son fils.

## Biographie

### Épouse d'Alexandre
Roxane est la fille du noble bactrien Oxyartès et peut-être de Timosa, concubine d'Oxyartès, dont la beauté surpasserait celle de toutes les femmes de son temps. Elle est capturée en 327 av. J.-C. par les troupes d'Alexandre le Grand au cours de la conquête de la Sogdiane. Le roi aurait fait sa connaissance lors d'un banquet durant lequel elle danse pour lui. Arrien écrit à ce sujet :  « Roxane, nubile depuis peu, était la plus distinguée des beautés de l'Asie, après la femme de Darius. Alexandre en est épris, et loin d'user des droits du vainqueur sur sa captive, il l'élève au rang de son épouse, action bien plus digne d'éloge que de blâme ».
Le mariage, au printemps 327, entre Alexandre et Roxane est bien attesté par les sources. Alexandre l'épouse, contre l'avis de ses généraux, selon le rite macédonien et non perse, contrairement à ce qui est souvent écrit. Les détails du mariage sont relatés en particulier par Quinte-Curce, qui est le seul à décrire avec précision les détails de la cérémonie. Après leur mariage, Roxane accompagne Alexandre en Inde. Elle aurait donné naissance à un enfant mort à sa naissance ou peu de temps après, en novembre 326 près de la rivière Acésine ; mais le silence des autres sources à ce sujet donne peu de crédit à ce fait. Son rôle n'est pas évoqué jusqu'aux derniers jours de la vie d'Alexandre. Elle aurait peut-être joué un rôle dans la désignation de son père Oxyartès à la tête la satrapie des Paropamisades en 325. Son influence politique a probablement diminué après qu'Alexandre épouse lors des noces de Suse Stateira (anciennement appelée Barsine), la fille de Darius III, et Parysatis, la fille d'Artaxerxès III. Quelques semaines après la mort d'Alexandre survenue en juin 323, elle donne naissance à un fils. L'enfant aurait été conçu en octobre 324, en suivant Quinte-Curce ; ce qui pour certains historiens pourrait signifier qu'Alexandre se soit tourné vers elle pour se consoler de la mort d'Héphaistion.
Après la mort d'Alexandre, de concert avec Perdiccas, elle fait étrangler Stateira, fille de Darius III et seconde épouse d'Alexandre depuis les noces de Suse en 324. Elle fait alors reconnaître son fils comme héritier du trône sous le nom d'Alexandre IV.

### Portée politique du mariage

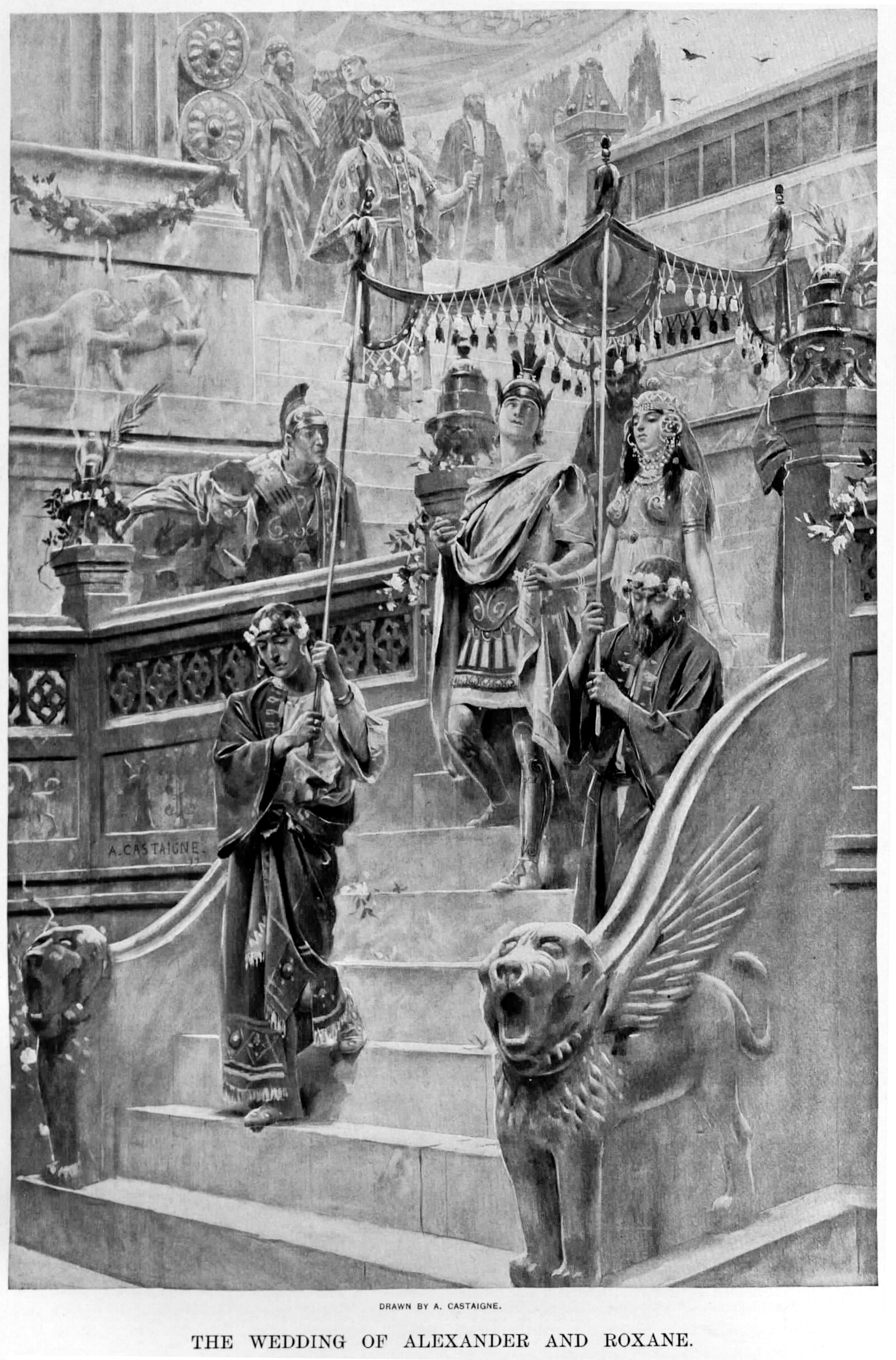
Les Noces d'Alexandre et Roxane, André Castaigne (1898-1899).

Le mariage avec Roxane permet à Alexandre de rallier à sa cause les Iraniens, d'autant plus qu'il se trouve alors loin en Haute Asie. Il cherche donc à unir les élites gréco-macédoniennes et perses dans une sorte de syncrétisme et à créer une relation d'égal à égal entre les vainqueurs et les vaincus, suivant l'exemple de son père Philippe II qui a épousé des princesses barbares. Alexandre prétend également s'inspirer d'Achille, son ancêtre présumé, en épousant l'une de ses captives.
Les noces se déroulent selon le rite macédonien. Mais la réaction des Macédoniens est plutôt négative puisque Roxane est vue la fille d'un ennemi vaincu et qu'une barbare captive pourrait donner naissance à leur futur roi.
Dans la continuité de ce mariage, Alexandre organise en 324 les noces de Suse durant lesquelles des milliers de Macédoniens, dont ses principaux officiers, sont mariés à des femmes perses et mèdes. Alexandre épouse Stateira, fille aînée de Darius III, ainsi que Parysatis, fille d'Artaxerxès III.

### Rôle durant les guerres des Diadoques
Après la mort d'Alexandre en 323 av. J.-C., Roxane s'allie avec la reine-mère Olympias contre Philippe III et son épouse Eurydice, puis se place sous la protection de Polyperchon, successeur d'Antipater à la régence de Macédoine. Elle se réfugie avec son fils dans Pydna pour échapper à Cassandre. Après la prise de cette ville et le meurtre d'Olympias en 316 av. J.-C., elle est enfermée avec son fils dans la citadelle d'Amphipolis. Cassandre, « stratège d'Europe » depuis le traité de paix de 311, les fait mettre à mort en 310.

## Dans l'art et la culture
- Dans le film Alexandre, d'Oliver Stone (2004), le rôle de Roxane est incarné par Rosario Dawson ;
- Dans la série télévisée Ancient Empires, diffusée en 2023 sur la plateforme History Channel, Roxane est incarnée par Nada El Belkasmi[17].

### Sources antiques
- Arrien, Anabase [lire en ligne], IV.
- Diodore de Sicile, Bibliothèque historique [détail des éditions] [lire en ligne], XVII, XVII.
- Justin, Abrégé des Histoires philippiques de Trogue Pompée [détail des éditions] [lire en ligne], XII, 15, 9 ; XIII, 2, 5 et 9.
- Plutarque, Vies parallèles [détail des éditions] [lire en ligne], 47.
- Quinte-Curce, L'Histoire d'Alexandre le Grand [lire en ligne], VIII, 4.